# Teilkönigreich Orléans
Das Königreich Orléans war ein kurzlebiges Königreich, dass durch eine der merowingischen Reichsteilungen entstanden war. 511 verstarb Chlodwig I. und sein Sohn Chlodomer erbte das Gebiet um Orléans. Nachdem Chlodomer schon 524 seinerseits verstarb, eigneten sich seine immer mächtiger werdenden Brüder Chlothar I. und Childebert I. ab 532 das Reich an. Childebert übernahm dabei die ehemalige Hauptstadt Orleans. Die ersten acht Jahre nach dem Tod Chlodomers hatte seine Mutter Chrodechild stellvertretend für ihre drei Enkel geherrscht. Die beiden älteren wurden aber von ihrem Onkel Chlothar ermordet, der Jüngste konnte gerettet werden und wurde in ein Kloster verbracht. Bei der Reichsteilung von 561 bekam Guntram die Stadt Orleans samt dem eroberten Burgunderreich zugesprochen. Zwar behielt die Stadt anfangs ihre Bedeutung als Hauptstadt, jedoch wurde wegen des bedeutend größeren und kulturell ausgeprägteren Teil Burgund, nun vom fränkischen Teilkönigreich Burgund gesprochen. Nach wenigen Jahren verlagerte Guntram zudem seine Residenz nach Chalon-sur-Saône.

Die Aufteilung des Frankenreichs nach Chlodwigs Tod

## Herrscher
- 511–524 Chlodomer
- 524–532 Chrodechild als Regentin für ihre drei Enkel Theudoald, Gunthar und Chlodoald
- 532–558 Childebert I. (in Personalunion)
- 558–561 Chlothar I. (in Personalunion)
- 561–592 Guntram I.